# 小行星8048
小行星8048（8048 Andrle）是一颗绕太阳运转的小行星，为主小行星带小行星。该小行星于1995年2月22日发现。

## 轨道参数
小行星8048的轨道半长轴为3.0036103 UA，离心率为0.070。